# Acalypha sessilifolia
Acalypha sessilifolia är en törelväxtart som beskrevs av Sereno Watson. Acalypha sessilifolia ingår i släktet akalyfor, och familjen törelväxter. Inga underarter finns listade i Catalogue of Life.